# مدرسه علمیه حبیبیه
مدرسه علمیه حبیبیه در سال ۹۱۸ قمری توسط میرزا حبیب‌الله امانی تونی ساخته شده است و از مدارس دو ایوانی دوره صفوی محسوب می‌شود که دارای هشتی، پیشخوان، میان سرا، مسجد و حجره‌هایی اطراف آن قرار دارد.
طراحی آن به گونه‌ای است که در تمام فصول سال آفتاب هنگام ظهر تمام صحن مدرسه را فرا می‌گیرد. مدرسه حبیبیه قدیمی‌ترین مدرسه علمیه در خراسان جنوبی  است.
این بنا در مجاورت مدرسه علمیه علیا و در شهر تاریخی تون در جنوب فردوس قرار گرفته است.